# 顺承郡王府
顺承郡王府是清朝铁帽子王之一顺承郡王的王府，位于北京。

## 历史
首位顺承郡王为勒克德浑，是礼亲王代善第三子萨哈璘的第二子。他因平定南明招降李自成余部有功，顺治五年（1648年）封顺承郡王。
顺承郡王府原址位于今北京市西城区太平桥大街路西，南起今华嘉胡同、留题迹胡同稍往北，北达今麻线胡同。
中华民国成立后，原顺承郡王因生活艰难，将王府租给徐树铮。1920年张作霖到北京后，起初住旧刑部街奉天会馆，后于1921年以75000银元买下顺承郡王府，作为大帅府。1928年张作霖、张学良父子返回东北，张作霖因皇姑屯事件身亡。
1931年至1933年，张学良又回北京，仍住顺承郡王府。1950年中华人民共和国中央人民政府自张学良的亲戚手中购买此府，作为中国人民政治协商会议全国委员会的办公地点，其南侧盖起全国政协礼堂。
1984年，该府定为北京市文物保护单位。 1994年，因为中国人民政治协商会议全国委员会建设办公楼需要，该府迁建至北京市朝阳区朝阳公园东侧。

## 建筑
顺承郡王府的占地面积大约有3000平方米，建筑布局分为西、中、东三路。王府中路和其他王府规制相同，自南向北依次为府门、二门、翼楼、银安殿、寝殿、后罩楼等建筑。王府东路和西路则由大小院落组成。院内的四棵楸树十分有名。